# جام خیریه انگلستان ۱۹۷۰
 جام خیریه انگلستان ۱۹۷۰ ، ۴۸امین رقابت سالانه مابین قهرمانان لیگ دسته اول فوتبال انگلستان و جام حذفی فوتبال انگلستان است. 
این مسابقه در تاریخ ۸ آگوست ۱۹۷۰ مابین تیم‌های چلسی و اورتون در ورزشگاه استمفورد بریج لندن برگزار شده‌است. 
تیم اورتون در این مسابقه با نتیجه دو بر یک به پیروزی رسید.

## جزئیات مسابقه
| چلسی      | ۱ – ۲ | اورتون     |
| --------- | ----- | ---------- |
| هاتچینسون |       | ویتل کندال |